# غاري جويس
غاري جويس (20 أكتوبر 1964 في المملكة المتحدة - ) (بالإنجليزية: Gary Joyce)‏ هو لاعب كريكت بريطاني. لعب مع Kent Cricket Board ‏.

## وصلات خارجية
- غاري جويس على موقع إي آس بي آن كريك إنفو (الإنجليزية)